# Parantica pseudomelaneus
Parantica pseudomelaneus é uma espécie de borboleta da família Danaidae.
É endémica da Indonésia.